# هنري نيلسن
هنري نيلسن (بالدنماركية: Henry Nielsen)‏ هو ممثل دانمركي، ولد في 1 نوفمبر 1890 بالدنمارك، وتوفي في 12 مايو 1967 في الدنمارك.

## وصلات خارجية
- هنري نيلسن على موقع IMDb (الإنجليزية)
- هنري نيلسن على موقع قاعدة بيانات الأفلام السويدية (السويدية)
- هنري نيلسن على موقع قاعدة بيانات الفيلم (الإنجليزية)
- هنري نيلسن على موقع كينوبويسك (الروسية)